# Baso jacobsoni
Baso jacobsoni is een hooiwagen uit de familie Podoctidae. De wetenschappelijke naam van Baso jacobsoni gaat terug op Roewer.